# Reforma constitucional argentina de 1994
La reforma de la Constitución de la Nación Argentina de 1994 fue una importante modificación de la carta magna argentina, que introdujo nuevos derechos e instituciones y confirió al texto constitucional una legitimidad que estaba cuestionada. Entre otros cambios, introdujo los derechos de tercera y cuarta generación, normas para la defensa de la democracia y la constitucionalidad, confirió rango constitucional a los instrumentos internacionales de derechos humanos, estableció que los tratados tienen jerarquía superior a las leyes, creó nuevos órganos de control, modificó la composición del Senado, acortó los mandatos del presidente y los senadores, eliminó la elección indirecta del presidente, incorporó el balotaje, creó la figura del jefe de Gabinete, estableció pautas para distribuir la recaudación de impuestos, reconoció la preexistencia de los pueblos originarios y sus derechos, fijó la edad máxima de los jueces en 75 años y concedió autonomía a la Ciudad de Buenos Aires y definió la recuperación de las Islas Malvinas como un «objetivo permanente e irrenunciable del pueblo argentino». La Convención Constituyente se celebró en las ciudades de Santa Fe (sede tradicional de las convenciones constituyentes) y de Paraná (primera capital de la Confederación) y el juramento de la misma por las principales autoridades nacionales y los convencionales tuvo lugar el 24 de agosto de 1994 en el Palacio San José en la provincia de Entre Ríos.

## Antecedentes
Luego de recuperada la democracia en diciembre de 1983, existía un amplio consenso de la mayor parte de los partidos políticos argentinos sobre la necesidad de realizar una reforma constitucional que incorporara las nuevas orientaciones en materia de derechos humanos y mecanismos de defensa de la democracia y resolviera las cuestiones de legitimidad que afectaban al texto aprobado en 1957 durante la dictadura autodenominada Revolución Libertadora.
Durante su gestión, el presidente radical Raúl Alfonsín había encomendado la realización de un proyecto de reforma constitucional al Consejo para la Consolidación de la Democracia, que fue finalizado y publicado en 1986.
En el mismo período varias provincias reformaron sus constituciones. Muchas de esas reformas llegarán en 1994 a la Constitución Nacional, como la autonomía municipal, los recursos naturales, los poderes de las provincias, los nuevos derechos y garantías y el ministerio público.
Al promediar su mandato, el presidente justicialista Carlos Menem retomó la idea de reformar la constitución y dio luz verde a las iniciativas políticas en ese sentido. En 1993, la Cámara de Senadores dio media sanción a un proyecto de ley declarando la necesidad de la reforma constitucional, que contó con el voto favorable del senador Leopoldo Bravo, del Partido Bloquista de San Juan, luego de que el proyecto incluyera varias de sus propuestas. El proyecto aprobado establecía la necesidad de realizar reformas constitucionales sobre temas como el voto directo del poder ejecutivo y los senadores, el jurado de enjuiciamiento, el mandato presidencial, el estatus político de la Ciudad de Buenos Aires, el medio ambiente, los partidos políticos, el defensor del pueblo, la democracia semidirecta, los derechos del consumidor, el Consejo de la Magistratura, etc.
Al mismo tiempo el diputado conservador Francisco de Durañona y Vedia, de la UCeDe, partido aliado en ese entonces del presidente Menem, presentó un proyecto de ley reglamentando el artículo 30 de la Constitución entonces vigente, referido al procedimiento para reformar el texto constitucional, estableciendo que las dos terceras partes de los miembros del Congreso requeridos para declarar la necesidad de la reforma, hacía referencia a los dos tercios de los legisladores presentes en el recinto, y no del total de sus miembros. El proyecto tenía como fin resolver la disputa histórica sobre la interpretación del artículo 30, que había dividido a peronistas y antiperonistas en ocasión de la reforma constitucional de 1949.
Con el fin de consolidar el proceso reformista y presionar a los opositores al mismo, el 22 de octubre de 1993, el presidente Menem sancionó el Decreto 2181/93 convocando a una consulta popular no vinculante para que la ciudadanía se expresase respecto a la reforma constitucional que debería realizarse el 21 de noviembre, aunque finalmente no se llevó a cabo. Las encuestas indicaban que una amplia mayoría apoyaría la reforma.
El principal partido opositor, la Unión Cívica Radical, se encontraba dividido sobre la postura a adoptar frente a la reforma constitucional. Alfonsín y Fernando de la Rúa se oponían a la misma, pero los gobernadores radicales Eduardo Angeloz de Córdoba, Horacio Massaccesi de Río Negro, y Carlos Maestro de Chubut, sostenían posturas no confrontativas.

## Pacto de Olivos y el Núcleo de Coincidencias Básicas
Durante su gobierno, Raúl Alfonsín había elaborado un proyecto de reforma constitucional realizado en el Consejo para la Consolidación de la Democracia. Cuando el presidente Carlos Menem anunció su intención de iniciar el proceso establecido para la reforma de la Constitución, Alfonsín decidió proponerle a Menem un pacto para garantizar que el contenido de la reforma no estuviera en contra de las posturas de la Unión Cívica Radical, ni del Partido Justicialista.
Ambos líderes se reunieron en secreto en la casa de quien fuera canciller de Alfonsín, Dante Caputo, ubicada a pocos metros de la residencia presidencial de Olivos, donde negociaron una serie de "coincidencias básicas" que serían conocidas como el Pacto de Olivos, firmado el 14 de noviembre de 1993, y que se especificaron en el Pacto de la Rosada, firmando el 13 de diciembre de 1993. Los pactos obligaban a los miembros del Partido Justicialista y la Unión Cívica Radical, los dos principales partidos argentinos, a votar autorizando la reforma constitucional en el Congreso y luego votar en la asamblea constituyente a favor de las reformas incluidas en el "Núcleo de Coincidencias Básicas", que se debían votar en bloque sin deliberación, para evitar que los constituyentes de uno de los partidos votaran algunas de las reformas y otras no.
Entre ellas estaba acortar el período presidencial permitiendo la reelección por un solo período considerando el mandato en curso como primer mandato, establecer un sistema de voto directo con balotaje atenuado para la elección presidencial, ampliar la autonomía de la Ciudad de Buenos Aires, aumentar la mayoría senatorial necesaria para designar miembros de la [[Corte Suprema de Justicia de la Nación]], crear nuevos órganos constitucionales como el Consejo de la Magistratura para designar a los jueces federales, crear una Jefatura de Gabinete responsable ante el Congreso, crear un tercer senador para la minoría, regular los decretos de necesidad y urgencia y la legislación delegada al Poder Ejecutivo, crear la Auditoría General de la Nación para controlar al Poder Ejecutivo, extender las sesiones ordinarias del Congreso, entre otras medidas.

## Ley 24309
Dos semanas después del Pacto de Olivos, el PJ y la UCR presentaron en la Cámara de Diputados un proyecto conjunto para declarar la necesidad de la reforma constitucional. Obtuvo media sanción en la Cámara de Diputados el 22 de diciembre, con 191 votos a favor contra 59 en contra. El 29 de diciembre obtuvo su sanción definitiva como ley al ser aprobada en el Senado por 32 votos contra 16. Los senadores introdujeron una modificación al texto aprobado en Diputados, razón por la cual debía volver a la cámara de origen para que se pronunciara sobre la misma. Sin embargo ello no sucedió y ese mismo día fue promulgada como Ley 24.309, declarando la necesidad de la reforma y estableciendo las materias y artículos que podían ser reformadas.
La Ley incluyó en su artículo 2 el "Núcleo de Coincidencias Básicas" que había sido acordado en el Pacto de Olivos, estableciendo que debía ser votado en bloque, por la afirmativa o por la negativa, condicionamiento conocido como "cláusula cerrojo" o "paquete".
Adicionalmente, el artículo 3 precisó otras cuestiones que quedaban habilitadas para ser objeto de la reforma, sin necesidad de ser votadas en bloque. En su artículo 7 la ley dejó aclarado que la reforma no podía realizar ninguna modificación al capítulo único de la primera parte de la Constitución, dedicado a las "Declaraciones, Derechos y Garantías" (arts. 1 a 35), correspondientes a lo que la doctrina internacional denomina "cláusulas pétreas".
Si bien la mayoría de los diputados y senadores peronistas y radicales votaron a favor de la ley, un grupo considerable de dirigentes políticos se opuso a la misma. El más importante fue el senador radical Fernando de la Rúa, principal adversario de Alfonsín dentro de la UCR, que cinco años después le ganaría la elección interna para consagrarse presidente de la Nación. Otros importantes dirigentes radicales que se opusieron a la reforma fueron Federico Storani, Horacio Jaunarena e Hipólito Solari Yrigoyen. Algunos peronistas también se opusieron a la reforma, como José Octavio Bordón y Alberto Rodríguez Saá.
Tampoco apoyaron la necesidad de realizar la reforma constitucional los integrantes del recién formado Frente Grande (Carlos “Chacho” Álvarez, Graciela Fernández Meijide y Fernando “Pino” Solanas), el ucedeísta Álvaro Alsogaray, los socialistas Alfredo Bravo, Guillermo Estévez Boero y Héctor Polino, y el carapintada Aldo Rico, entre otros.
Años después, el entonces presidente de la Corte Suprema, Carlos Rosenkrantz, al fundar su voto sobre la edad de retiro de los jueces establecida por la reforma constitucional de 1994, consideró que la reforma  estaba afectada de «oscuridad» a causa del Pacto de Olivos, al que calificó de «nefasto»:

Como final quiero que conste que hace años que sostengo que los jueces y las juezas deben tener un plazo de duración en el cargo (15 o 20 años) con opción de renovación, pero esto debería ser introducido por una reforma constitucional a través de una habilitación precisa, clara y concreta de una Asamblea Preconstituyente. Ya bastante tuvo de oscuridad la reforma constitucional de 1994 con el nefasto Pacto de Olivos, para que en un tema tan sensible como este, la inferencia habilitante también pecara de incertidumbre normativa y excesos constituyentes.
Voto del juez Carlos Rosenkrantz en el caso Schiffrin

## Elecciones
El 10 de abril de 1994 se realizaron las elecciones de convencionales constituyentes. El Partido Justicialista liderado por el presidente Menem ganó las elecciones con un 38,50% de los votos, pero el resultado expresó también un fuerte descenso de la polarización bipartidista entre peronistas y radicales, que hasta entonces caracterizaba la política en Argentina. El radicalismo salió segundo con un escaso 19,74%, mientras que dos fuerzas recién nacidas obtuvieron cada una un 13%: el "progresista" Frente Grande, liderado por Carlos Chacho Álvarez y creado a partir de un desprendimiento del peronismo, y el derechista Modín, liderado por el militar carapintada Aldo Rico.
Sobre un total de 305 constituyentes, el Partido Justicialista obtuvo 137 representantes, la Unión Cívica Radical 74, el Frente Grande 31, el Movimiento por la Dignidad y la Independencia 21, la Unión del Centro Democrático 4, el Partido Socialista 3, Fuerza Republicana 7, el Partido Demócrata Progresista 3 y varios partidos provinciales 28.

## Convencionales constituyentes
Las sesiones de la Asamblea Constituyente se inauguraron el 25 de mayo de 1994 en el Teatro Municipal 3 de Febrero de la ciudad de Paraná, capital de la provincia de Entre Ríos. La Convención Constituyente fue presidida por el hermano del presidente Carlos Menem, el senador riojano Eduardo Menem. Varios constituyentes ocuparían luego los cargos más altos en la conducción del Estado, como Eduardo Duhalde, Néstor Kirchner y Cristina Fernández de Kirchner, que llegaron a convertirse en presidentes de la Nación; Federico Ramón Puerta que ejerció la presidencia luego de la renuncia de De la Rúa; Juan Carlos Maqueda, Eugenio Zaffaroni y Horacio Rosatti que fueron designados jueces de la Corte Suprema; y Carlos “Chacho” Álvarez que sería elegido vicepresidente de la Nación. También fueron convencionales el expresidente Raúl Alfonsín, y los exjueces de la Corte Suprema Héctor Masnatta y Rodolfo Barra.
Entre los convencionales que defendieron el Pacto de Olivos se destacaron los peronistas Augusto Alasino, Carlos Corach y Antonio Cafiero, y los radicales Enrique Paixao, Jesús Rodríguez, César Jaroslavsky y Elisa Carrió.
Algunos convencionales se destacaron por su fuerte oposición a la reforma, como el constituyente Monseñor Jaime de Nevares, quien terminó por renunciar a su banca sosteniendo la nulidad de la convención, debido a la inclusión en el temario de la reelección presidencial. También algunos partidos provinciales hicieron valer su oposición al Pacto de Olivos, especialmente en la larga discusión sobre el reglamento, tarea en la que, entre otros, destacó Fernando Justo López de Zavalía. Otros convencionales destacados fueron los socialistas Guillermo Estévez Boero y Norberto La Porta, y el frenteamplista Eduardo Barcesat.

## Deliberaciones
Las deliberaciones se diferenciaron según se tratara del "Núcleo de Coincidencias Básicas" (que debía votarse en bloque por la afirmativa o la negativa), o los artículos habilitados en la ley de convocatoria para ser reformados libremente (art. 3). Las limitaciones al debate y la imposición a "libro cerrado" del Pacto de Olivos que impuso la Ley 24309 fueron cuestionadas y consideradas inconstitucionales por varios convencionales.
Los temas habilitados para el debate libre fueron:
1. Fortalecimiento del régimen federal (distribución de competencias entre la Nación y las provincias en materia de servicios públicos, coparticipación de impuestos, regiones, relaciones internacionales de las provincias).
2. Autonomía municipal.
3. Iniciativa y consulta popular como mecanismos de democracia semidirecta.
4. Acuerdo del Senado para designar funcionarios de organismos de control y del Banco Central, excluida la Auditoría General de la Nación.
5. Actualización de las atribuciones del Congreso y el Poder Ejecutivo.
6. Establecer el Defensor del Pueblo.
7. Ministerio Público como órgano extrapoder.
8. Facultades del Congreso para pedir informes, interpelar e investigar.
9. Institutos para la integración y jerarquía de los tratados internacionales.
10. Partidos políticos, sistema electoral y defensa del orden constitucional (con habilitación de un artículo nuevo).
11. Preservación del medio ambiente (con habilitación de un artículo nuevo).
12. Creación de un Consejo Económico y Social consultivo (con habilitación de un artículo nuevo).
13. Garantía de la identidad étnica y cultural de los pueblos indígenas.
14. Defensa de la competencia, del usuario y del consumidor (con habilitación de un artículo nuevo).
15. Habeas corpus y amparo (con habilitación de un artículo nuevo).
16. Posibilidad de unificar la iniciación de todos los mandatos electivos en una misma fecha (por cláusula transitoria).

La ley de convocatoria (art. 7) aclaró también que quedaba prohibido realizar modificaciones al capítulo único de la primera parte de la Constitución vigente (arts. 1 a 35), donde se establecieron las "Declaraciones, Derechos y Garantías", aludiendo implícitamente a la polémica teoría de la "cláusulas pétreas" (democracia, federalismo, república y existencia de dios), que sostiene que hay ciertas normas constitucionales que no pueden ser derogadas ni modificadas por ninguna convención constituyente, por legítima o representativa que sea.

## Contenido
La reforma incorporó a la Constitución el derecho internacional en materia de derechos humanos, y sistemas de atenuación de presidencialismo, como el Consejo de la Magistratura, el Jefe de Gabinete, y las reglas para decretos-leyes. También son muy importantes la introducción en la Constitución de normas para impedir los golpes de estado, los derechos ambientales, del consumidor, a la información, y la acción colectiva y el amparo, la elección de presidente mediante voto directo y con balotaje, la posibilidad de traslado de la Capital de la República, la autonomía de la ciudad de Buenos Aires.
Las reformas de 1994 impactaron en los siguientes temas:
- Nuevos derechos para los cuales se creó un capítulo nuevo;
- Prioridad sobre la ley de los tratados internacionales;
- Nuevos órganos constitucionales;
- Facultades del Congreso;
- Facultades del Poder Ejecutivo;
- Sistema electoral;
- Facultades de las provincias;
- Equilibrio entre el poder central y las provincias;
- Cláusulas transitorias.

### Nuevos derechos
La reforma constitucional argentina de 1994 creó un capítulo nuevo en la primera parte, titulado "Nuevos derechos y garantías", donde se introdujeron ocho artículos nuevos (arts. 36 a 43).
- Defensa de la constitución y la democracia. Criminaliza los golpes de Estado, establece que sus actos son "insanablemente nulos", reconoce el "derecho de resistencia" contra los gobiernos surgidos de golpes de Estado y asimila los delitos de corrupción en perjuicio del Estado (art. 36).
- Derechos políticos. Establece que el "sufragio es universal, igual,[n. 1] secreto y obligatorio". Ordena dictar leyes de "acción positiva" para garantizar la igualdad de oportunidades entre varones y mujeres en el acceso a cargos electivos y partidarios (art. 37).
- Partidos políticos. Creación libre, organización interna democrática, sostenimiento económico por el Estado, transparencia económica (art. 38).
- Iniciativa legislativa popular. Derecho de grupos que reúnan a más del 3% del padrón a presentar proyectos de ley (art. 39). Su aplicación ha sido marginal y vinculada principalmente a iniciativas patrocinadas por los grandes medios de comunicación masivos.[12]
- Consulta popular. Vinculante para el caso de proyectos de ley y no vinculante para otras propuestas del Congreso o el Poder Ejecutivo (art. 40). Nunca se utilizó (editado en 2020).
- Derechos ambientales. Incluye la obligación de recomponer el daño ambiental, la preservación del patrimonio natural y cultural y de la diversidad biológica, la información y educación ambientales y la prohibición del ingreso al territorio nacional de residuos peligrosos y radioactivos (art. 41).
- Derechos de consumidores y usuarios. Incluye el derecho a "una información adecuada y veraz", a la "libertad de elección" y a "condiciones de trato equitativo y digno". Obliga al Estado a defender la competencia, controlar los monopolios y proveer para la constitución de asociaciones de consumidores y de usuarios. Establece la participación de las asociaciones de consumidores y de las provincias, en los organismos de control (art. 42).
- Recursos sumarísimos. Para violaciones flagrantes de los derechos constitucionales, incluye los recursos sumarísimos (de trámite veloz) de amparo, habeas corpus y habeas data. Contempla las acciones colectivas y la vigencia del habeas corpus aún durante el estado de sitio (art. 43).

Fuera de la Primera Parte, la reforma incorporó también dos grupos adicionales de derechos:
- Pueblos indígenas. Reconoce la preexistencia étnica y cultural de los pueblos indígenas argentinos, el respeto a su identidad, el derecho a una educación bilingüe e intercultural, la personería jurídica de sus comunidades, la propiedad comunitarias de las tierras que tradicionalmente ocupan y la participación en la gestión de sus recursos naturales. (art. 75, inc. 17)
- Acción positiva. Ordena al Estado tomar medidas de acción positiva para garantizar la aplicación real de los derechos constitucionales, en particular para niños, mujeres, ancianos y personas con discapacidad.(art. 75, inc. 23)

Indirectamente, la reforma de 1994 amplió el corpus de derechos, al establecer la jerarquía constitucional de once normas internacionales de derechos humanos, con la posibilidad de incrementarlos cuando fueran ratificados por las dos terceras partes del Congreso (art. 75, inc. 22). Con esta inclusión, la reforma constitucional de 1994, interiorizó en el derecho argentino lo que se denomina ius cogens, esto es, el "cuerpo de derechos humanos básicos que constituyen el orden público internacional, más allá de todo acto de reconocimiento, ratificación o recepción por los ordenamientos jurídicos nacionales".
Las once normas internacionales incluidas por la reforma de 1994 fueron:
1. Declaración Americana de los Derechos y Deberes del Hombre.
2. Declaración Universal de Derechos Humanos.
3. Convención Americana sobre Derechos Humanos (Pacto de San José de Costa Rica).
4. Pacto Internacional de Derechos Económicos, Sociales y Culturales.
5. Pacto Internacional de Derechos Civiles y Políticos.
6. Protocolo Facultativo del Pacto Internacional de Derechos Civiles y Políticos.
7. Convención Sobre la Prevención y la Sanción del Delito de Genocidio.
8. Convención Internacional sobre la Eliminación de todas las Formas de Discriminación Racial.
9. Convención sobre la Eliminación de Todas las Formas de Discriminación contra la Mujer.
10. Convención contra la tortura y otros tratos o penas crueles, inhumanas o degradantes.
11. Convención sobre los Derechos del Niño.

La reforma también facultó al Congreso Nacional a disponer que otros tratados de derechos humanos pudieran adquirir jerarquía constitucional, si los mismos resultaban aprobados por las dos terceras partes de los miembros totales de cada una de las cámaras. Con posterioridad a 1994 el Congreso dispuso otorgar jerarquía constitucional a los siguientes tratados:
- Convención Interamericana sobre Desaparición Forzada de Personas (jerarquizada en 1997).[14]
- Convención sobre la Imprescriptibilidad de los Crímenes de Guerra y de los Crímenes de Lesa Humanidad (jerarquizada en 2003).[15]
- Convención Internacional sobre los Derechos de las Personas con Discapacidad (jerarquizada en 2014).[16]

### Tratados internacionales
La reforma modificó la pirámide de jerarquía de las normas, al establecer que “los tratados y concordatos tienen jerarquía superior a las leyes” (art. 75, inc. 22). Hasta ese momento los tratados internacionales y las leyes habían sido considerados con la misma jerarquía, predominando el último sobre el anterior, en caso de conflicto entre ambos. La prioridad de los tratados internacionales sobre las leyes nacionales ha sido atribuida a la influencia de la globalización.

### Nuevos órganos constitucionales
La reforma creó varios órganos estatales:
- Auditoría General de la Nación, con funciones consultivas para el Congreso Nacional; (art. 85)
- Defensor del Pueblo, independiente de toda autoridad; (art. 86)
- Jefe de Gabinete de Ministros, dependiente del presidente pero responsable ante el Congreso; (arts. 100-107). Esta figura tuvo una gran importancia en el "Núcleo de Coincidencias Básicas" y estaba destinado a "atenuar el sistema presidencialista". La reforma le impuso la obligación de ir una vez al mes al Congreso, a informar sobre la marcha del gobierno (art. 101).
- Consejo de la Magistratura, órgano con variada representación política y corporativa para seleccionar los jueces y administrar el Poder Judicial; (art. 114)
- Ministerio Público, órgano "independiente", integrado por el procurador general de la Nación y el defensor general de la Nación. (art. 120)
- Organismo Fiscal Federal con participación provincial (art. 75, inc. 2). Hasta 2018 no había sido creado.
- Banco Central Federal (art. 75, inc. 6).

Dentro del objetivo de atenuar el presidencialismo, el Núcleo de Coincidencias Básicas contemplaba la posibilidad de crear un Consejo Económico y Social con carácter consultivo. Esta reforma no se concretó por falta de acuerdo. Fue la única propuesta de reforma que no fue sancionada.

### Facultades del Congreso
Uno de los fines principales de la ley que declaró la necesidad de reforma constitucional fue "atenuar el sistema presidencialista" establecido en la Constitución de 1853. A tal fin:
- Otorgó facultades constituyentes al Congreso facultándolo para otorgar jerarquía constitucional a los tratados de derechos humanos, con el voto de las dos terceras partes de los miembros totales de cada cámara (art. 75, inciso 22).
- Amplió las sesiones ordinarias a nueve meses por año, entre el 1 de marzo y el 30 de noviembre (art. 63). Antes era de seis meses, entre el 1 de mayo y el 30 de septiembre.
- En caso de que el presidente dicte un decretos de necesidad y urgencia (DNU), estableció un plazo de diez días para enviarlo al Congreso, donde debe ser examinado por una Comisión Bicameral y tratado por ambas cámaras de inmediato. (art. 99, inciso 3)
- Permitió al Congreso delegar facultades en el presidente, en casos de "emergencia", estableciendo el plazo.(art. 76)
- Aumentó la mayoría del Senado necesaria para aprobar los magistrados de la Corte Suprema nombrados por el presidente y ordena que se realice en sesión pública (art. 99, inc. 4)

### Facultades del Poder Ejecutivo
Dentro del plan general de la reforma de "atenuar el sistema presidencialista", se incluyeron en la Constitución las siguientes normas:
- Aceptación de los decretos de necesidad y urgencia (DNU), pero limitados a "circunstancias excepcionales que hicieren imposible" el trámite legislativo. (art. 99, inciso 3)
- Prohibición de los DNU en materia penal, tributaria, electoral o el régimen de los partidos políticos. (art. 99, inciso 3)
- Limitación para nombrar jueces de los tribunales federales inferiores, debiendo hacerlo de una terna presentada por el Consejo de la Magistratura, con acuerdo del Senado, en sesión pública. (art. 99, inciso 4, segundo párrafo)
- Limitación de las facultades para intervenir provincias, debiendo convocar "simultáneamente" al Congreso. (art. 99, inciso 20)

### Sistema electoral
La reforma constitucional cambió profundamente las normas constitucionales anteriores en materia electoral, estableciendo las siguientes reglas para autoridades nacionales:
- El sufragio es universal, igual, secreto y obligatorio (art. 37).
- Todas las elecciones deben realizarse por voto directo, derogando los sistemas indirectos que existían para presidente, vicepresidente y senadores (arts. 54 y 94). El voto directo aumentó el poder de las provincias más grandes, en la elección presidencial.[19]
- Para elegir al presidente y vicepresidente, estableció un sistema de balotaje atenuado entre las dos fórmulas más votadas, que solo se utiliza si la fórmula más votada en la primera vuelta no alcanzó el 45% de los votos, o diez puntos porcentuales de ventaja sobre la segunda, si obtuvo el 40% o más (arts. 94 a 98).
- Agregó un tercer senador para la lista que salga segunda (art. 54).
- Acortó el mandato de los senadores de nueve a seis años (art. 56).
- Acortó el mandato del presidente y vicepresidente de seis a cuatro años, así como añadió que si han sido reelectos o se han sucedido recíprocamente; para nuevas reelecciones deberán dejar pasar al menos un período (art. 90).

### Facultades de las provincias
La reforma buscó aumentar las facultades de las provincias mediante las siguientes reglas:
- Permitió a las provincias realizar tratados internacionales (art. 124).
- Permitió a las provincias crear regiones (art. 124).
- Estableció que las provincias tienen la propiedad originaria de los recursos naturales existentes en su territorio (art. 124).
- Aumentó el poder de la Ciudad de Buenos Aires, estableciendo un régimen especial de autonomía que se aproxima a un régimen provincial (art. 129).

### Equilibrio fiscal entre el poder central y las provincias
Una de las ideas fuera de la reforma fue acentuar la descentralización del poder con el fin de corregir la deformación económica y demográfica del país, que llevó a que la población y la riqueza se concentraran en la Ciudad de Buenos Aires y sus alrededores, generando una enorme desigualdad estructural. Ese objetivo se incluyó expresamente en el texto constitucional, en el nuevo artículo 75, inciso 2, dedicado a las atribuciones del Congreso en materia fiscal:

La distribución entre la Nación, las provincias y la Ciudad de Buenos Aires y entre éstas, se efectuará en relación directa a las competencias, servicios y funciones de cada una de ellas contemplando criterios objetivos de reparto; será equitativa, solidaria y dará prioridad al logro de un grado equivalente de desarrollo, calidad de vida e igualdad de oportunidades en todo el territorio nacional.
Art. 75, inciso 2

Pese a esa declaración de intenciones, varios convencionales y analistas han cuestionado el esquema constitucional de distribución de facultades, recursos y gastos, sosteniendo que el resultado final concentró aún más el poder en Buenos Aires y el Estado Nacional. Entre ellos, los convencionales Néstor Kirchner y Cristina Kirchner adoptaron una postura "rebelde" dentro del Partido Justicialista, cuestionando la forma en la que la Convención Constituyente abordó la distribución de gastos y recursos entre las provincias y la Nación. El matrimonio Kirchner realizó una fuerte defensa de la coparticipación federal y del derecho de las provincias sobre sus recursos naturales. En la sesión del 4 de agosto Cristina Kirchner sintetizó su postura diciendo:

¿Cómo no va a haber provincias inviables si nos están federalizando los gastos y centralizando los recursos?
Cristina Kirchner

La discrepancia de la mayoría peronista con Cristina Kirchner llegó al punto que durante varios días la convencional santacruceña estableció su oficina en la sede del Partido Demócrata Progresista.
La reforma realizó un cambio de fondo en materia fiscal, al disponer que los impuestos indirectos (como el crucial impuesto al valor agregado), fueran facultad "concurrente" de la Nación y las provincias (art. 75, inc. 2), cuando en el régimen constitucional anterior eran facultad exclusiva de las provincias, aunque nunca se había cumplido. Adicionalmente, la reforma mantuvo en poder del Estado nacional los "derechos de importación y exportación" (art. 75, inc. 1), así como los impuestos directos (como el Impuesto a las Ganancias), que tuvieran una "asignación específica" (art. 75, inc. 2).
Otro aspecto decisivo en materia fiscal fue la inclusión en el texto constitucional (art. 75, inc. 2) del régimen de coparticipación, un sistema de recaudación que se implementaba desde la década de 1930, que consiste en establecer un sistema único de recaudación a cargo del Estado Nacional, con el fin de evitar la doble imposición y la duplicación de la burocracia recaudadora, que luego se distribuye entre la Nación, las provincias y la Ciudad de Buenos Aires, de acuerdo a porcentajes que han sido tradicionalmente objeto de fuertes conflictos.
La reforma constitucional estableció que para definir los porcentajes de coparticipación que le corresponde a cada provincia, a la Ciudad de Buenos Aires y al Estado Nacional, debía sancionarse una "ley-convenio" (art. 75, inc. 2), antes de que finalizara el año 1996 (cláusula temporaria 6.ª). La reforma precisó también las características que tenía que tener esa ley convenio, ordenó que fuera iniciada por la Cámara de Senadores y que debía ser consecuencia de acuerdos entre la Nación y las provincias (art. 75, inc. 2). Pero la ley-convenio no fue sancionada (situación que persistía en 2018) y las pujas, desequilibrios y desigualdades fiscales entre la Nación, las provincias y la Ciudad de Buenos Aires, continuaron produciéndose. El incumplimiento de la sanción de la ley-convenio, trajo también como consecuencia que no se creara un organismo fiscal federal, codirigido por la Nación y las provincias.
Adicionalmente, la reforma incluyó el principio de que, cuando se transfirieran servicios y competencias, de la Nación a las provincias, o viceversa, debían reasignarse los recursos correspondientes (art. 75, inc. 2).

### Otras reformas
Otras reformas constitucionales incluidas en 1994 fueron:
- La autonomía municipal, que debe ser garantizada por cada provincia (art. 123).
- Régimen de autonomía especial para la Ciudad de Buenos Aires, "con facultades propias de legislación y jurisdicción (art. 129).
- La autonomía universitaria (art. 75, inc. 19), principio que había sido establecido por la reforma constitucional de 1949, que cayó al ser abolida la Constitución en 1956, por la dictadura autodenominada "Revolución Libertadora".
- Los principios de "gratuidad y equidad de la educación pública estatal" (art. 75, inc. 19).
- El principio de "justicia social" (art. 75, inc. 19).
- Tratados de integración supranacional, facilitando aquellos que promuevan la integración latinoamericana (art. 75, inc. 24).
- Límite para el nombramiento de los jueces hasta la edad de 75 años, luego de los cual requieren renovaciones por plazos de cinco años (art. 99, inc. 4). En un polémico fallo, la Corte Suprema declaró inconstitucional esta norma constitucional, en el caso "Fayt" de 1999, permitiendo que el ministro Carlos Fayt, permaneciera en el cargo sin dicho requisito hasta la edad de 97 años.[24][25] En 2017, en el caso "Schiffrin", en fallo dividido y con dos miembros que fueron convencionales constituyentes en 1994, la Corte Suprema cambió su jurisprudencia y admitió la constitucionalidad de la limitación por edad, en el nombramiento de los jueces.[26][8]

### Cláusulas transitorias
- Islas Malvinas. La primera cláusula transitoria ratifica la soberanía sobre las Islas Malvinas, Georgias del Sur y Sandwich del Sur y establece que su recuperación es un "objetivo permanente e irrenunciable del pueblo argentino".
- Unificación del día de inicio de los mandatos. Se adecuaron los períodos vigentes, de tal modo que todos los mandatos de los poderes Ejecutivo y Legislativo se inicien el 10 de diciembre (cláusulas 4 y 10).
- Mandato del presidente Menem. La cláusula 9.ª estableció que el mandato que el presidente Carlos Menem había iniciado en 1989, debía "ser considerado como primer período".

## Sanción

Jura de la Constitución con las reformas de 1994.

El 22 de agosto de 1994 la Convención aprobó definitivamente la reforma constitucional en la ciudad de Santa Fe.

## Polémica por la inconstitucionalidad parcial de la reforma
Diversos cuestionamientos se han realizado a la reforma constitucional de 1994. El de mayor trascendencia institucional es la declaración de nulidad parcial de la Constitución, dispuesta en los casos de los miembros de la Corte Suprema Carlos Fayt (1999) y Elena Highton de Nolasco (2017), resueltos por la Corte Suprema en el primer caso, y en el segundo caso por un juez de primera instancia en sentencia definitiva, por falta de apelación del Estado. En ambos casos el Poder Judicial resolvió que la reforma constitucional que estableció el límite de edad para los jueces en 75 años (art. 99, inciso 4) era inconstitucional y nula de nulidad absoluta, debido a que la Ley 24.309, que declaró la necesidad de la reforma, no habilitó la reforma del carácter vitalicio del mandato de los jueces.
Los casos «Fayt» y «Highton de Nolasco» abrieron la posibilidad de que otras normas de la Constitución pudieran ser declaradas inconstitucionales por los jueces.
Otra línea de cuestionamientos a la reforma constitucional, estuvo dirigida a señalar la inconstitucionalidad del artículo 2 de la Ley N.º 24.309, que declaró la necesidad de la reforma, donde se establece el Núcleo de Coincidencias Básicas, debido a la exigencia de que debía aprobarse o rechazarse en bloque, sin que los convencionales constituyentes pudieran modificar su contenido. Esta impugnación tuvo dos expresiones relevantes, con los cuestionamientos presentados por los convencionales José Antonio Romero Feris (conservador) y Héctor Polino (socialista).

## Nota aclaratoria
1. ↑  Una persona, un voto.